# Національний музей Сан Карлос
Національний музей Сан Карлос (ісп. Museo Nacional de San Carlos) — художній музей у Мехіко, столиці Мексики. 

## Загальний опис
Музей розташований у районі Табакалера, недалеко від історичного центру міста і зберігає колекцію європейського мистецтва XIV— XX століття. Колекція містить роботи Лукаса Кранаха Старшого, Франческо Парміджаніно, Франса Галса, Антоніса ван Дейка, Жана-Огюста-Домініка Енгра, Огюста Родена та інших відомих європейських живописців та скульпторів.

## Галерея

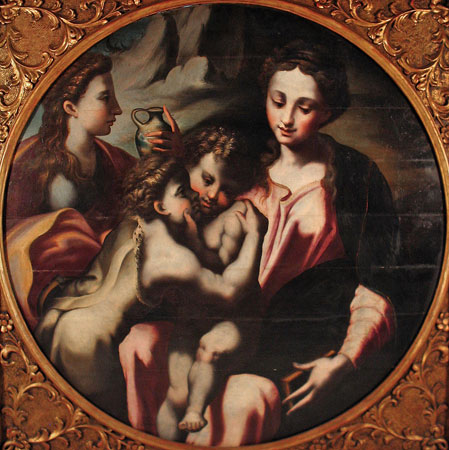
Франческо Парміджаніно, Святе Сімейство, бл.1500
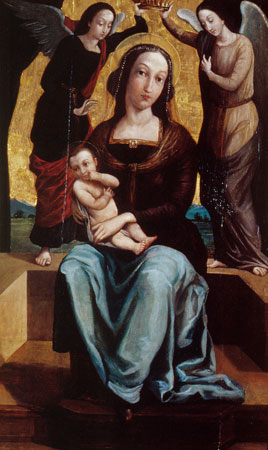
П'єтро Перуджіно, Богородиця з дитиною, увінчана ангелами, до 1523
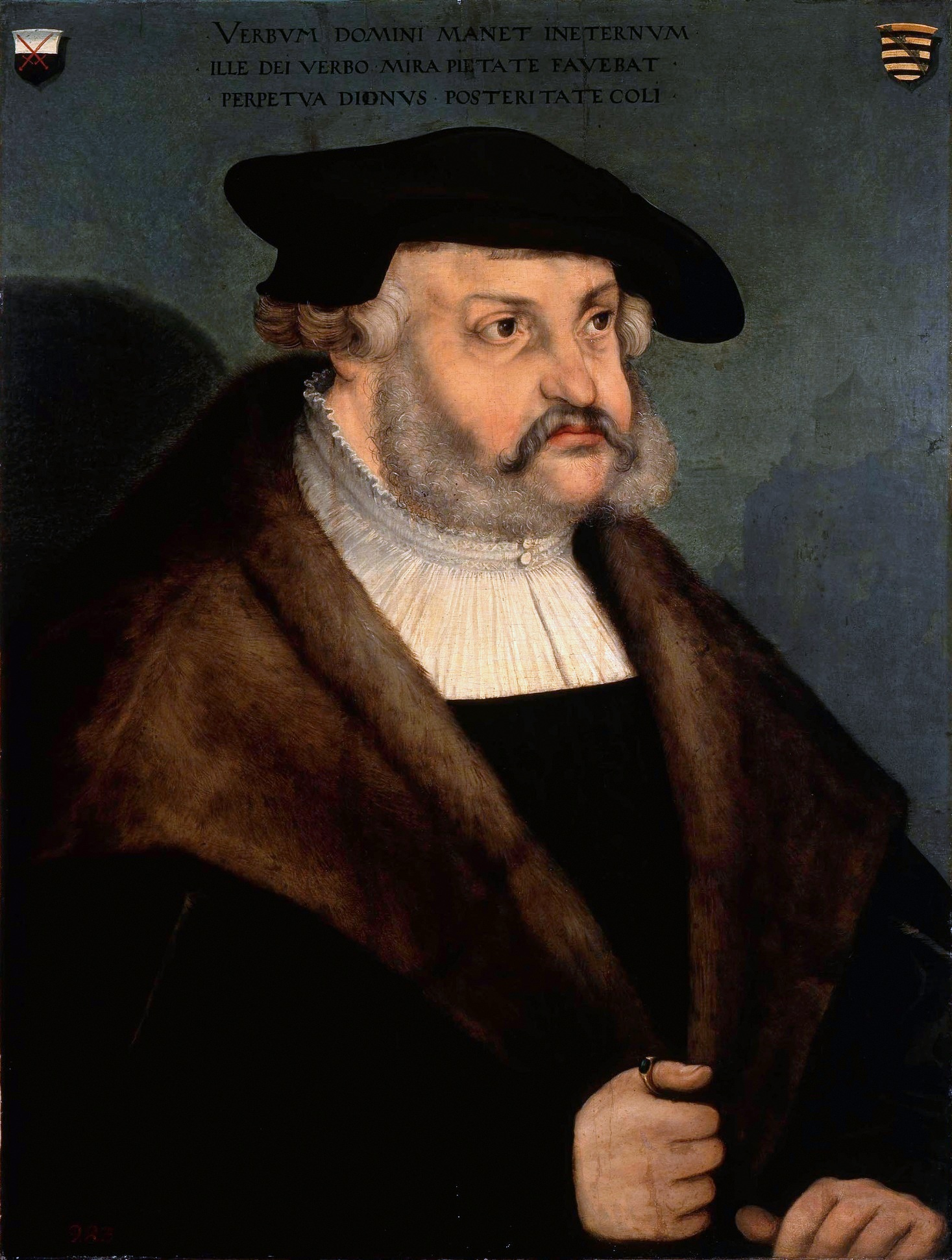
Лукас Кранах Старший, Портрет Фрідріха III, курфюрста Саксонії, XVI ст.
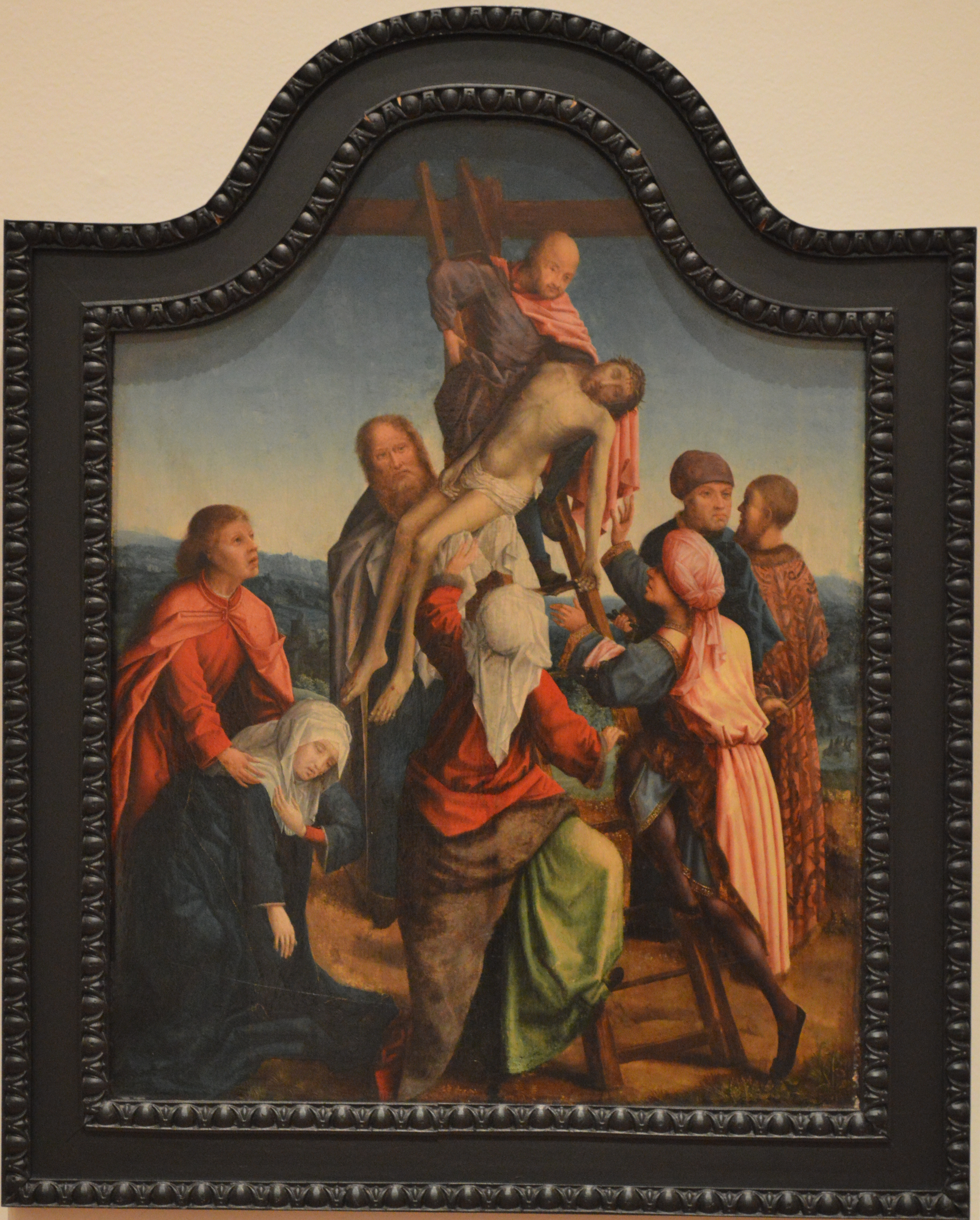
Хуан Фландес, Зняття з хреста, XVI ст.
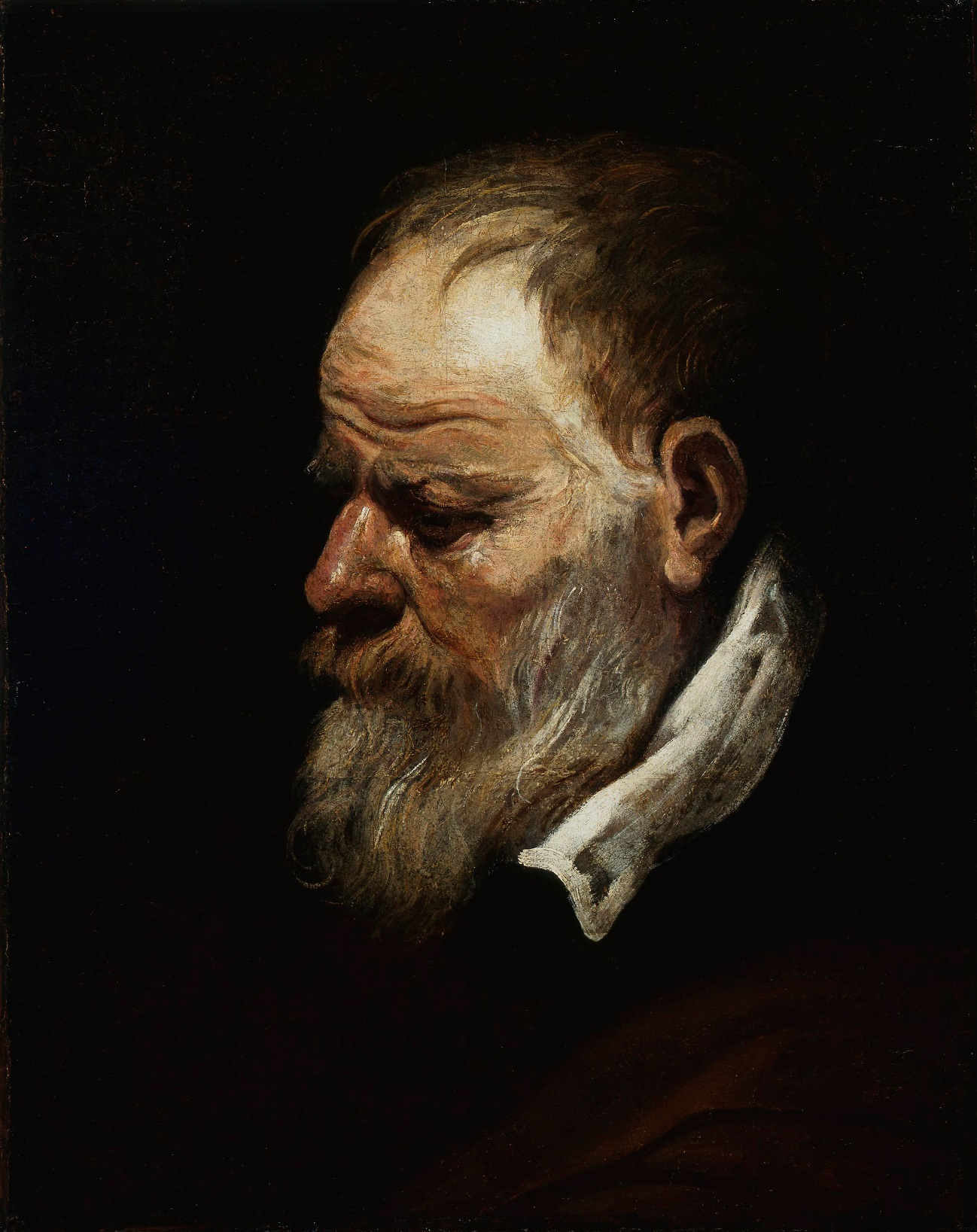
Антоніс ван Дейк, Голова бородатого мужчини, між 1610 і 1625
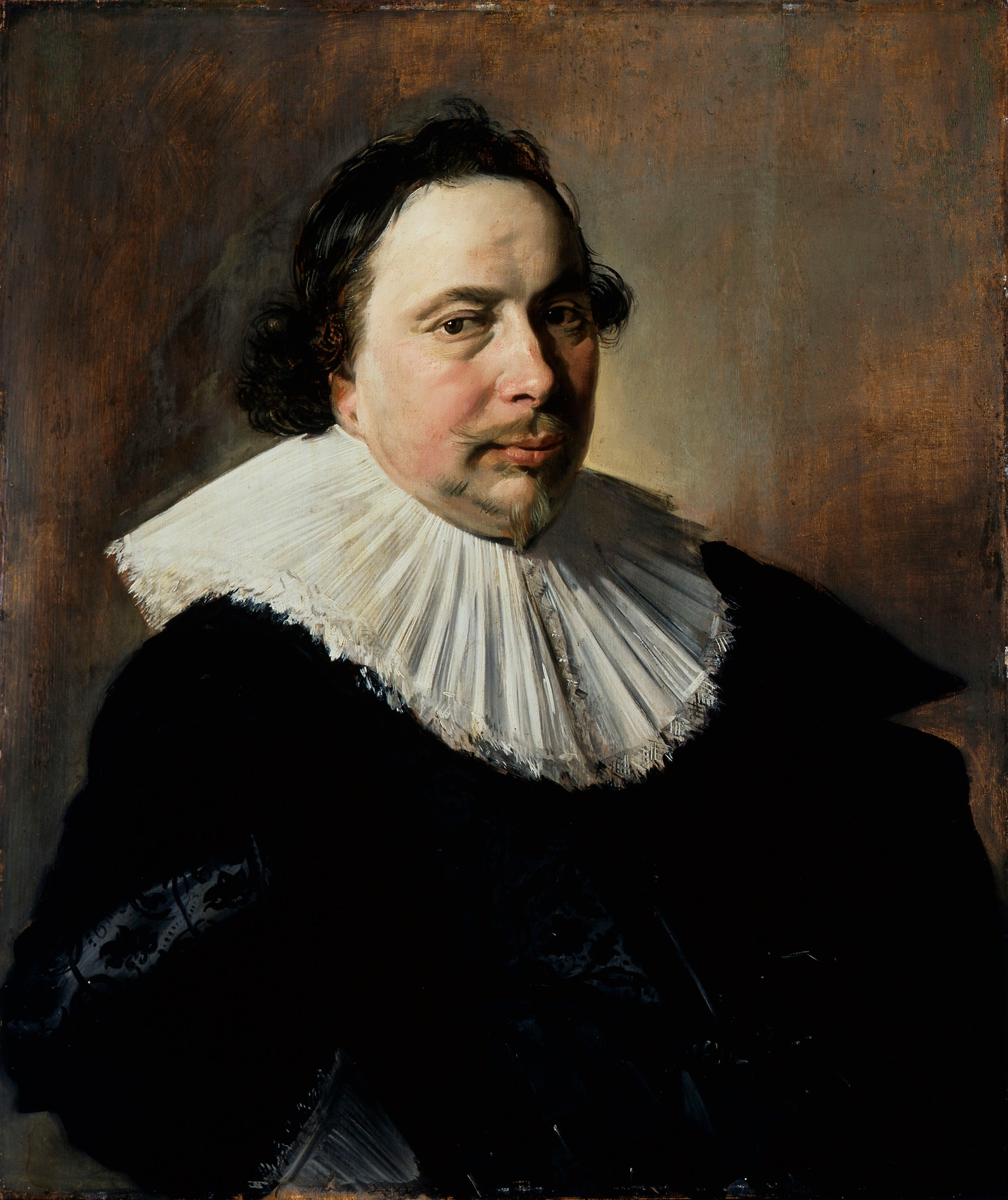
Франс Галс, Портрет невідомого чоловіка, 1634
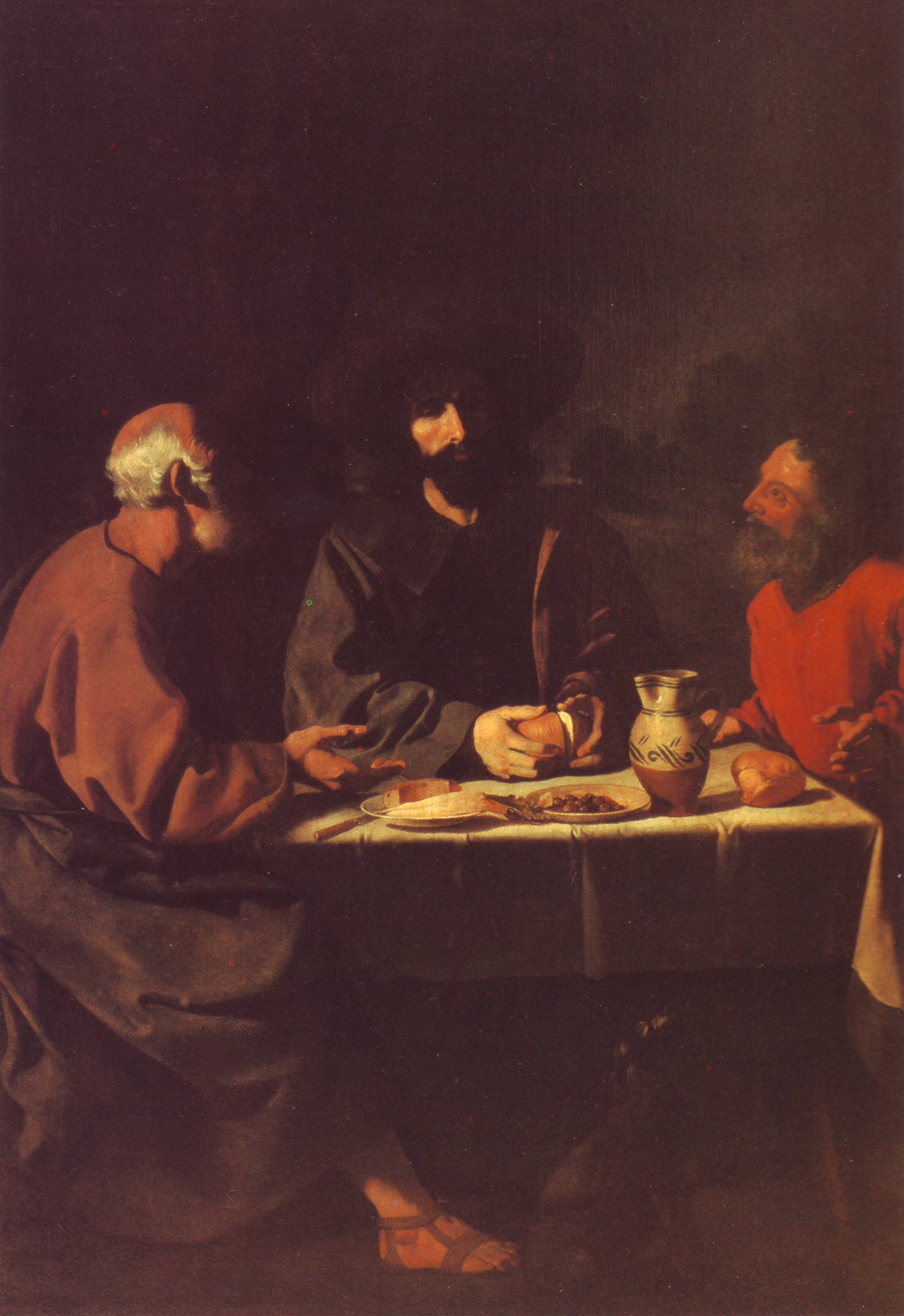
Франсіско де Сурбаран, Вечеря в Емаусі, бл. 1650–60
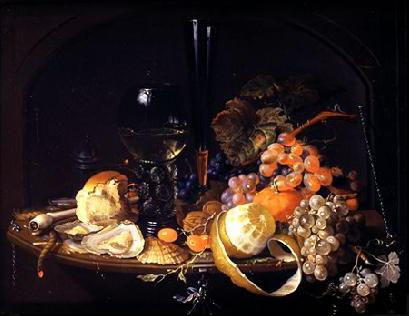
Абрахам Міньйон, Натюрморт, XVII ст.
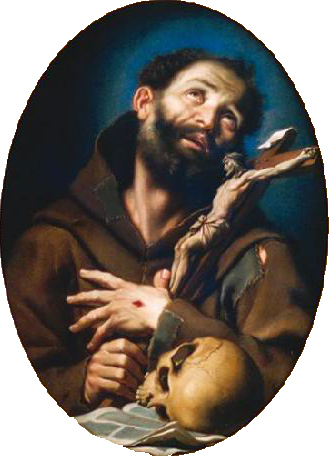
Бернардо Строцці, Святий Франциск Ассізький, XVII ст.
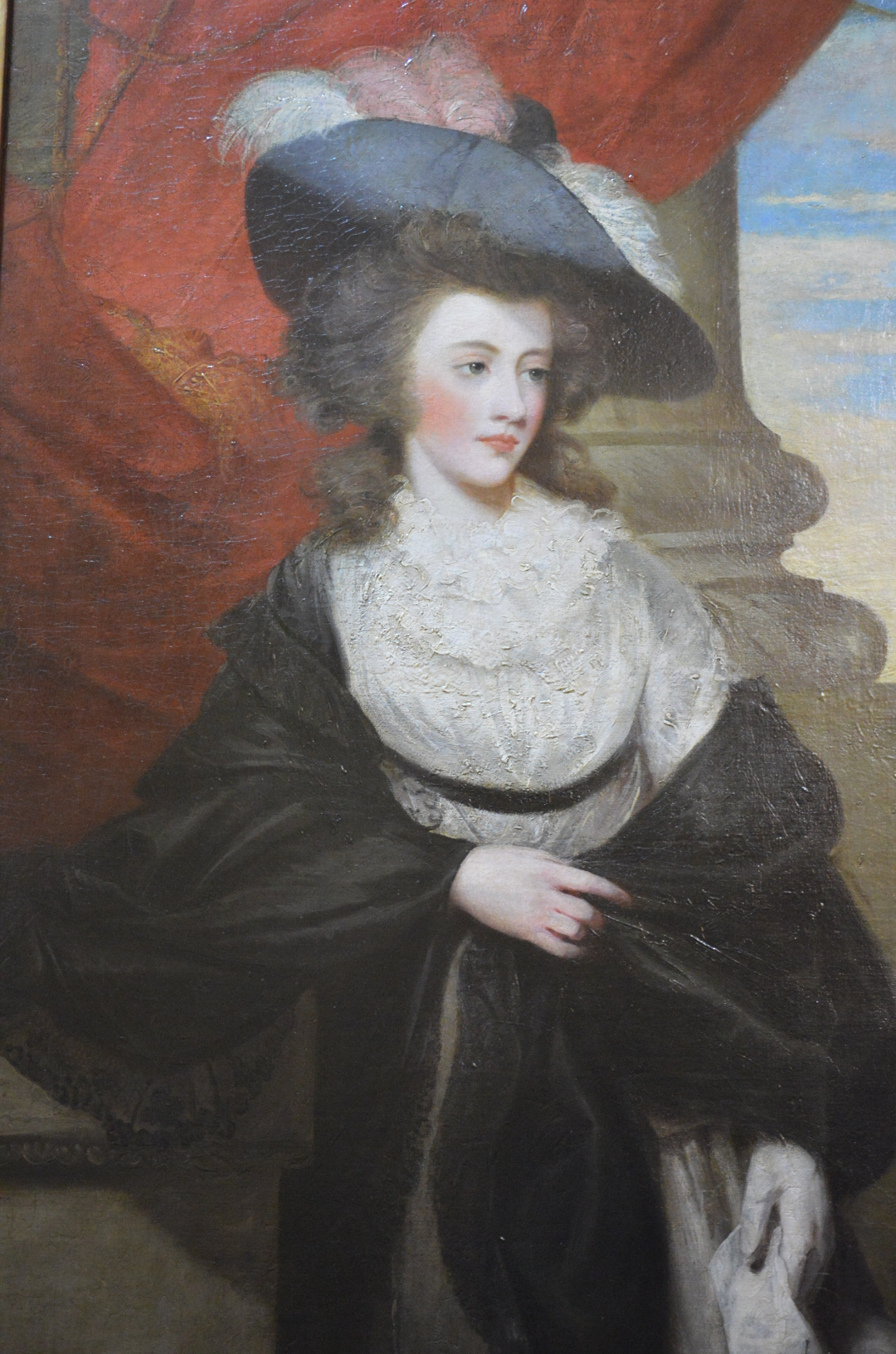
Джон Гопнер, Портрет Елізабет Стефенсон, 1780-ті